# Mikuláš Voračický z Paběnic
Mikuláš Voračický z Paběnic (německy Nicolaus Woracziczky von Babienitz, † po roce 1624) byl český šlechtic z rodu Voračických z Paběnic. 

## Život
Narodil se jako syn Adama Voračického a jeho manželky Anny, rozené Kaplířové ze Sulevic. Měl bratry Jana, Vojtěcha a Zdeňka a osm sester.

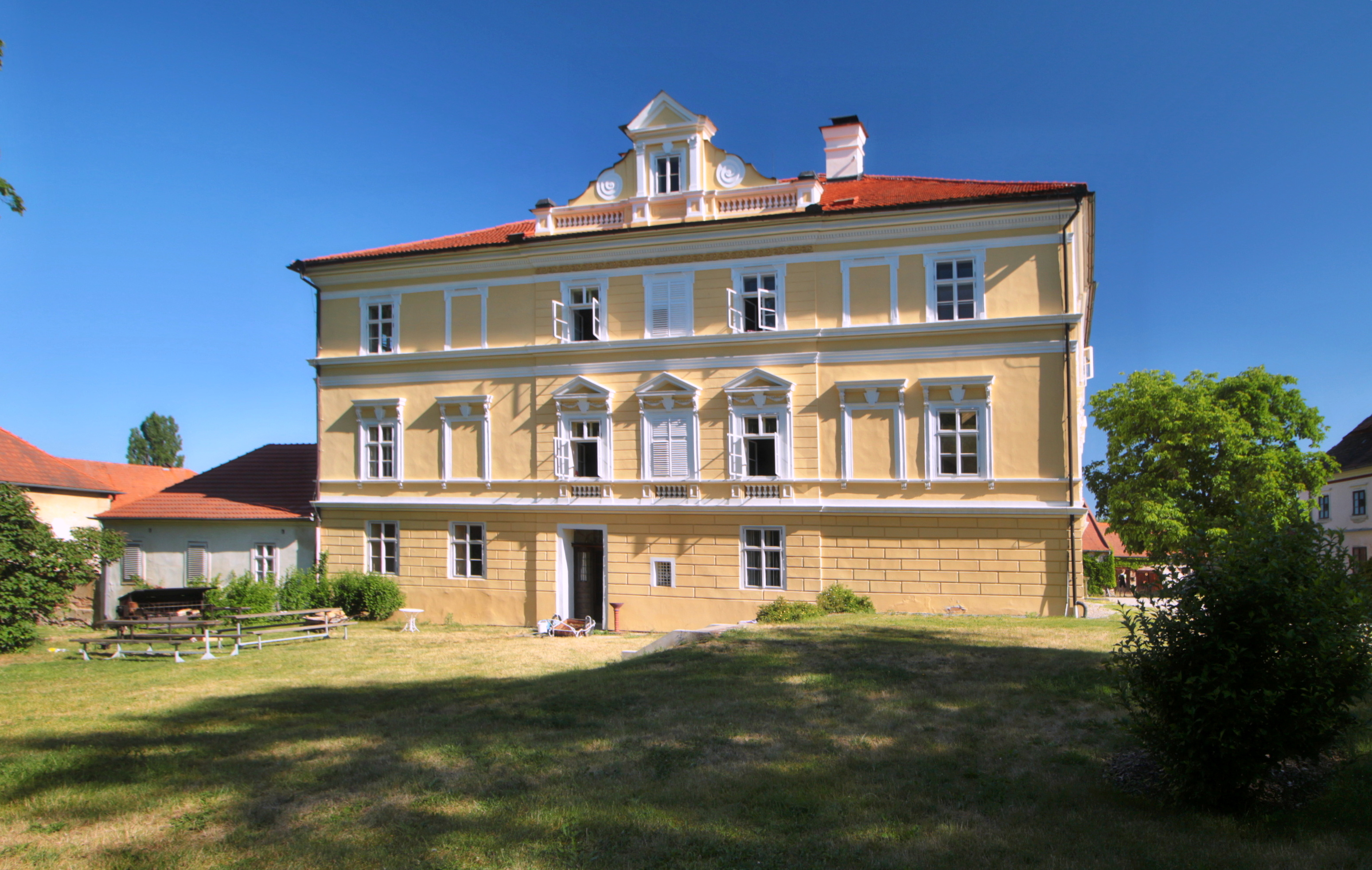
Prčický zámek

V roce 1596 Mikuláš prodal díl svůj panství Prčice zděděný po otci svému švagrovi Humprechtu Černínovi z Chudenic. Poté koupil Smilkov, ale v roce 1599 jej opět prodal. Později vlastnil panství Úlehli, ale i tu prodal a zůstal bez statku. 
Poslední zmínka o něm je z roku 1624. 